# 古代ローマの軍事史
古代ローマの軍事史は、古代ローマ（王政、共和政、帝政、及びテトラルキア）における軍事史を指し、複数の記事にまたがる形で論じられている。
- ローマ軍の制度史（英語版） - ローマ軍における軍隊の編成や運用方法の歴史
- ローマ軍の戦史（英語版） - ローマ軍が経験した戦争や戦闘についての歴史
- ローマ軍の兵器史（英語版） - ローマ軍が使用した兵器や装備についての歴史
- ローマ軍の軍政史（英語版） - ローマ軍の政治的立場についての歴史